# Bronisław Mieszkowski

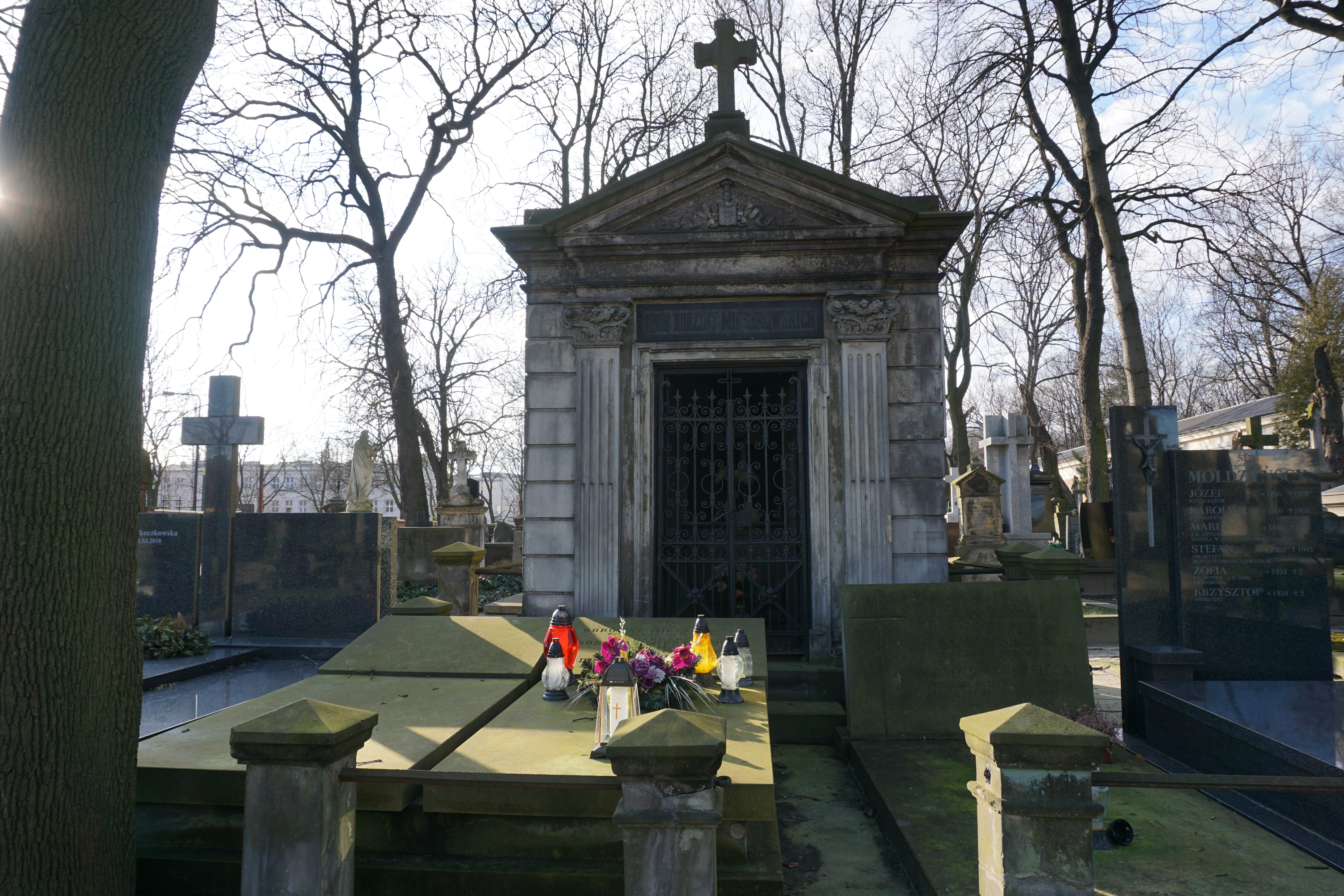
Grób Bronisława Mieszkowskiego na cmentarzu Powązkowskim

Bronisław Mieszkowski (ur. 1873, zm. 1967 w Warszawie) – polski fotograf, popularyzator fotografii i kina w Warszawie.

## Życiorys
Od 1897 r., był właścicielem zakładu fotograficznego przy ul. Nowy Świat 27 w Warszawie, a od 1907 r., prowadził także salon rozrywek z fotoplastykonem, teatrem marionetkowym i salą kinową, drugą w ówczesnej Warszawie. W swoim zakładzie wprowadził format pocztówkowy zdjęć, co znacząco przyczyniło się do jego popularyzacji. Był zdobywcą Złotego Medalu na Wystawie w Warszawie w 1900 r., oraz Najwyższej Nagrody i Dyplomu Honorowego w 1911 r.
Działacz ruchu fotograficznego początku XX wieku. Był współzałożycielem Stowarzyszenia Fotografów Zawodowych Królestwa Polskiego powstałego w 1910 r., oraz Cechu Fotografów w 1922 r. Aktywnym fotografem był do 1958 r., związany ze spółdzielnią Polifoto. W 1964 r., otrzymał Dyplom Honorowy 75-lecia pracy w zawodzie.
Spoczywa na cmentarzu Powązkowskim w Warszawie (kwatera 163, rząd 1/2, grób 27).

## Odznaczenia
- Złoty Krzyż Zasługi[1];
- Honorowa Odznaka Wzorowego Rzemieślnika[1];